# 堂本剛のDO-YA!
『堂本剛のDO-YA!』（どうもとつよしのドヤ）は、一部テレビ朝日系列局で放送されていた朝日放送（ABCテレビ）製作のバラエティ番組。製作局の朝日放送では1996年10月1日から1997年9月30日まで、毎週火曜 24:37 - 25:37に放送。後番組の『SHOW-NEN J』との間に特別番組（つなぎ番組）として『堂本剛のDO-YA!秋のJr.スペシャル』が4回放送され、オープニングでは堂本剛の録画コメントがモニター挿入された。

## 概要
KinKi Kidsの堂本剛初の冠番組で、ゲストを迎えてトークをしたり、母親の格好で「おかん」を演じたりしていた。当初はテレビ朝日でも放送されていたが、1997年春の改編で打ち切られ、以後は朝日放送のみで放送されていた。

## 出演者

### 総合司会
- 堂本剛（KinKi Kids） - 前番組『キスした?SMAP』からの続投出演。

### レギュラー
- 横山侯隆（当時関西ジャニーズJr.、現・関ジャニ∞）
- 渋谷すばる（同上）
- ほか

## 放送時間
| 期間      | 期間      | 放送時間 (JST)              | 放送時間 (JST)              |
| 期間      | 期間      | 朝日放送                    | テレビ朝日                  |
| --------- | --------- | --------------------------- | --------------------------- |
| 1996.10.1 | 1997.3.29 | 火曜 24:37 - 25:37 （60分） | 土曜 13:00 - 13:55 （55分） |
| 1997.4.1  | 1997.9.30 | 火曜 24:37 - 25:37 （60分） | （放送終了）                |